# По усмотрению Его Величества
По усмотрению Его Величества (когда правящий монарх женского пола, по усмотрению Её Величества), иногда сокращается до «по усмотрению Короля» (или «по усмотрению Королевы») – юридический термин, обозначающим неопределённый срок службы некоторых назначаемых должностных лиц или неопределённые сроки заключения некоторых заключённых. Это основано на положении, что некоторые государственные служащие назначаются Короной и могут быть освобождены от должности по политическим причинам, в отличие от работников. Происходя из Великобритании, эта фраза теперь используется по всему Содружеству наций, в Лесото, Эсватини, Брунее и других монархиях, таких как Испания, Нидерланды и Оман. В странах, где монарха представляет генерал-губернатор, губернатор или администратор, фраза может быть изменена на «по усмотрению губернатора» или её варианты, так как генерал-губернатор, губернатор, лейтенант-губернатор или администратор является личным представителем короля в стране, штате или провинции.

## Служба на благо Короны
Люди, назначенные сувереном на службу Короне и не имеющие установленного срока пребывания в своей должности, например, генерал-губернаторы и министры Короны, считаются служащими по усмотрению Его Величества. В Канаде провинциальные лейтенант-губернаторы назначаются федеральным представителем канадского монарха, генерал-губернатором, и, таким образом, согласно Акту о Конституции 1867 года, занимают должность «по усмотрению генерал-губернатора». Аналогично, австралийские министры назначаются на службу «по усмотрению генерал-губернатора» согласно Акту о Конституции Австралийского Содружества 1900 года.

## Тюремное заключение
Термин используется для описания содержания под стражей на неопределённый срок; судья может постановить, что человек должен быть «задержан по усмотрению Его Величества» за серьёзные преступления или на основании успешной защиты по причине невменяемости. Это иногда используется, когда существует большой риск повторного совершения преступления. Однако чаще всего это применяется к несовершеннолетним правонарушителям, обычно как замена пожизненному заключению (которое может быть гораздо дольше для молодых преступников). Например, раздел 259 Закона о вынесении приговоров 2020 года в Великобритании (который применяется только в Англии и Уэльсе) гласит: «если [...] лицо, осуждённое за убийство или любое другое преступление, за которое по закону назначается пожизненное заключение, и если суд считает, что это лицо было моложе 18 лет на момент совершения преступления, суд должен приговорить преступника к задержанию по усмотрению Её Величества».
Заключённые, находящиеся под стражей по усмотрению Его Величества, периодически проходят пересмотр для определения, можно ли считать их срок наказания завершённым; хотя эта власть традиционно принадлежала монарху, такие пересмотры теперь проводятся от имени монарха по совету правительственных чиновников — например, министра юстиции в Англии и Уэльсе. Также устанавливаются минимальные сроки, до истечения которых заключённый не может быть освобождён; в Англии и Уэльсе эти сроки первоначально устанавливались министром внутренних дел, но с 30 ноября 2000 года они устанавливаются судом. Сроки заключённых обычно считаются завершёнными, когда пересматривающий орган «убеждён, что произошло значительное изменение в отношении и поведении преступника».